# Ишкатек (язык)
Ишкатек — один из индейских языков Мексики. Принадлежит к пополоканской группе ото-мангской семьи языков. Согласно данным Национального совета по культуре и искусства (Consejo Nacional para la Cultura y las Artes) на 2008 год имеется лишь 8 носителей языка. Все они проживают в городке Санта-Мария-Ишкатлан, на севере штата Оахака.
Данные на начало 1980-х гг. сообщают о 119 носителях языка.